# Siergiej Artiuchin
Siergiej Jewgienjewicz Artiuchin (biał. Сяргей Яўгенавіч Арцюхін, ros. Сергей Евгеньевич Артюхин; ur. 1 listopada 1976; zm. 12 września 2012) – rosyjski, zapaśnik walczący w stylu klasycznym, od 2005 reprezentujący Białoruś, olimpijczyk z Pekinu 2008.

## Kariera
Syn Jewgienija Artiuchina (1949-2008, także zapaśnik, zmarły na miesiąc przed występem Siergieja w igrzyskach 2008) i brat Jewgienija Artiuchina (ur. 1983, hokeista).
Brązowy medalista mistrzostw świata w 2005 i 2006. Mistrz Europy w 2005. Drugi w Pucharze Świata w 2001. Piąty na uniwersyteckich MŚ w 2000. Drugi na wojskowych MŚ w 2002 i trzeci w 2003.
Wicemistrz Rosji w 2000.
Na Igrzyskach Olimpijskich 2008 zajął dziesiąte miejsce w kategorii 120 kg.
Zmarł na atak serca podczas treningu hokeja na lodzie, który uprawiał rekreacyjnie po zakończeniu kariery zapaśniczej.